# Cryptolectica lazaroi
Cryptolectica lazaroi är en fjärilsart som beskrevs av Landry 2006. Cryptolectica lazaroi ingår i släktet Cryptolectica och familjen styltmalar.
Artens utbredningsområde är Ecuador. Inga underarter finns listade i Catalogue of Life.